# Petrislav Vojislavljević
Petrislav Vojislavljević (srbsko Петрислав Војислављевић, latinizirano: Petrislav Vojislavljević) je bil od leta 1060 do 1083 knez Raške, province Velike kneževine Duklje, * ni znano, † ni znano.
Za kneza Raške ga je postavil njegov oče, veliki knez Mihajlo I., ki je po več desetletjih priključitve k Bizantinskemu cesarstvu ponovno združil Raško v samostojno kneževino.

## Ozadje
Bosna, Zahumje in Raška, tj. Srbija, niso bile nikoli vključene v veliko kneževino Dukljo kot njen integralni del. Vsaka kneževina je imela svoje lastno plemstvo in institucije, ki so preprosto zahtevale, da kot knez ali vojvoda vlada član vladarske družine.

## Življenje
Petrislav je bil najmlajši sin kneza Mihajla I. in njegove druge žene, Grkinje Anastazije Monomahine.
Mihajlo I. je med letoma 1060 in 1074 osvojil Raško, ki je bila v posesti Bizantinskega cesarstva, in za njenega kneza imenoval Petrislava. Mihajlo I. je leta 1081 umrl. Nasledil ga je Konstantin Bodin. Do leta 1085 so bratje Vojislavljevići zadušili upor v župi Zeta, ki so ga sprožili njihovi bratranci, sinovi Radoslava Vojislavljevića. Konstantin Bodin je nato vladal brez motenj do leta 1083, ko sta ga nasledila sinova, Vukan in Marko.